# Verne (Doubs)
Verne település Franciaországban, Doubs megyében. Lakosainak száma 124 fő (2022. január 1.). Verne Trouvans, Autechaux, Fontenotte, Luxiol, Rillans, Tournans és Vergranne községekkel határos.

## Népesség
A település népessége az elmúlt években az alábbi módon változott:
| Lakosok száma | 126  | 119  | 102  | 135  | 131  | 130  | 127  | 126  | 125  | 124  |
|               | 1968 | 1982 | 1990 | 2006 | 2013 | 2015 | 2017 | 2019 | 2020 | 2022 |